# Vidonci
Vidonci este o localitate din comuna Grad, Slovenia, cu o populație de 352 de locuitori.